# 上巳

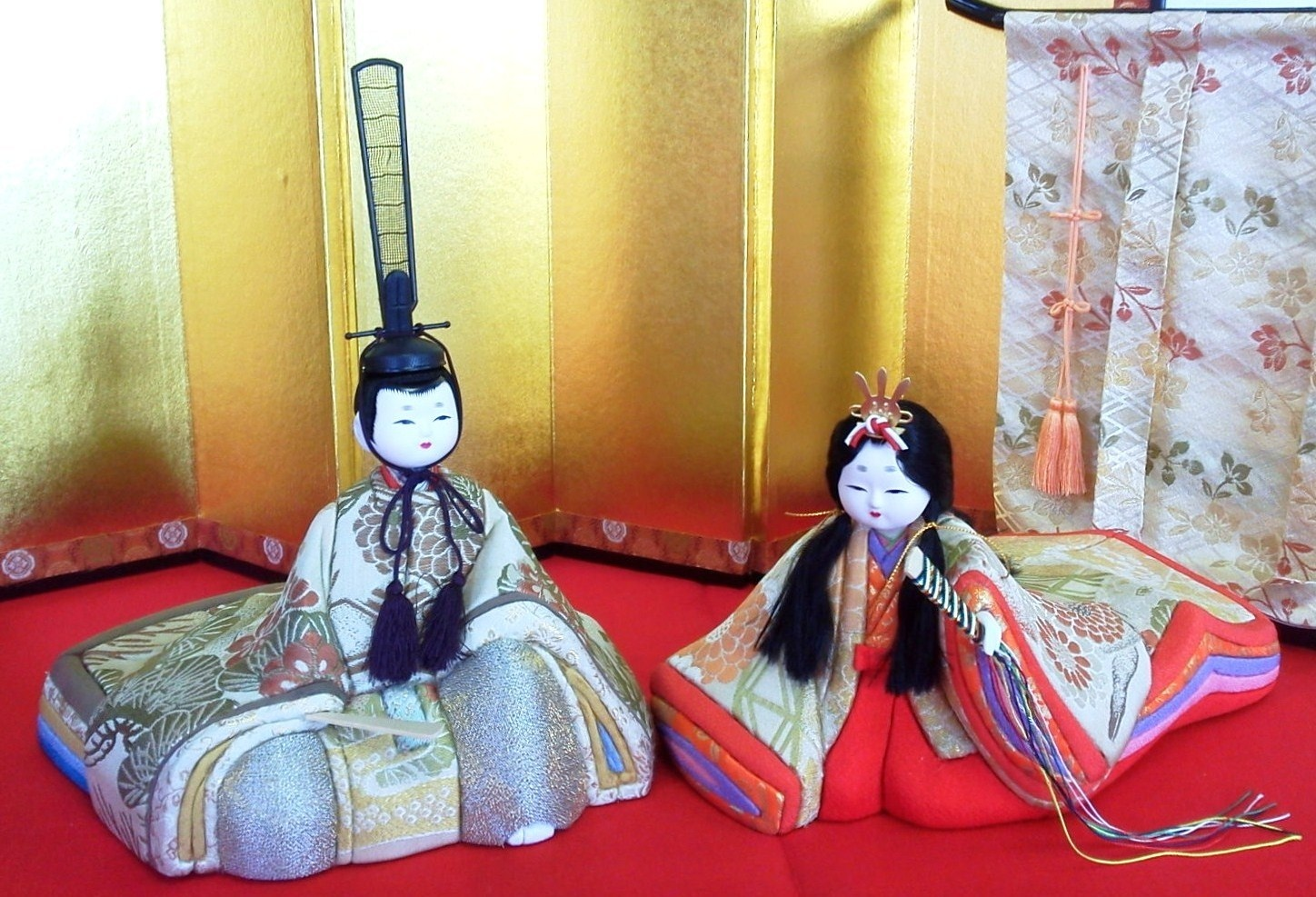
日本では女児の幸福を祈願する行事として、雛人形を飾る雛祭りが行われる。

上巳（じょうし、じょうみ）とは、五節句の一つ。3月3日。
旧暦の3月3日は桃の花が咲く季節であることから、桃の節句（もものせっく）とも呼ばれる。

## 概要
「桃の節句」の起源は平安時代より前であり、京（現在の京都府）の貴族階級の子女が、天皇の住居である御所を模した御殿や飾り付けで遊んで健康と厄除を願った「上巳の節句」が始まりとされている。
やがて武家社会でも行われるようになり、江戸時代には庶民の人形遊びと節句が結び付けられ、行事となり発展して行った。その後、紙製の小さな人の形（形代）を作ってそれに穢れを移し、川や海に流して災厄を祓う祭礼になった。この風習は、現在でも「流し雛」として残っている。
元々は、5月5日の端午の節句とともに男女の別なく行われていたが、江戸時代の頃から、豪華な雛人形を飾る雛祭りは女子に属するものとされ、端午の節句（菖蒲の節句）は「尚武」にかけて男子の節句とされるようになり、現在に至る。

## 日付
「上巳」は上旬の巳の日の意味であり、元々は3月上旬の巳の日であったが、古来中国の三国時代の魏より3月3日に行われるようになったと言われている。

## 各地の行事

### 日本
新暦の3月3日に行われ、雛人形の段飾りを飾る。上巳節に雛人形を飾るのは、日本特有の習俗。

#### 琉球諸島
旧暦にそって行われる。海浜に出かけ、手足を海水に浸して身を清めて健康を祈願する。またご馳走を持ち寄って浜辺で食べる。

### 中国

#### 中国大陸
中国では、漢初より両漢を通して行われた行事であり、『後漢書』礼儀志上には「官民皆な束流の水の上に潔し、洗濯祓除と曰う。宿き垢痰を去りて大潔を為すなり」とあり、官民そろって水辺に出て祓除をする行事であった。
三月上巳に限らず、季節の節に同様の祓除が行われ、この祓除の行事が宮中では洗練され、曲水宴として人工の流水に盃を浮べて酒を飲む宴と変遷した。唐代に至ると、曲水宴は宮中だけでなく上流階級の私宴となり、次第に上巳節は本来の川禊が失われて水辺での春の遊びと変化し、庶民にとっては農事の節日へと展開していった。

##### 古代
- 婚姻と生育の神の高禖を祭る。
- 北極星を象徴する道教の神のzh:真武大帝を祭る。
- 沐浴して、禊を行い、身体を清潔にし、体の邪気を払う。
- 曲水の宴を行う。これは文人が水べりで宴会をしながら詩をつくる行事で、王羲之が蘭亭序を書いた「蘭亭の会」が著名である。
- 春遊踏青という一種のピクニックを行う。杜甫が『麗人行』で「三月三日天気新、長安水辺多麗人。」と述べたように、これは若い男女の恋愛のチャンスであった。また野合が許されることもあった。近代でも『善化縣治』の記載のように絶えてはいなかった。
- 野外で食事をする。
- 蘭の花を採取する。

##### 現代（中華人民共和国）
ミャオ族、トゥチャ族、リー族、チワン族は旧暦のこの日に盛大な活動を行う。
「三月三」はチワン族やトン族やミャオ族の伝統歌唱の祭りの日である。雲南大理市では3月3日に潑水節(水かけ祭り)を行うが、ここには古代の上巳節の禊の風習の面影を見ることが出来る。一部の漢族は「三月三」の習俗をとどめている。例えば湖南などでは「三月三、地（薺）菜煮鶏蛋」（ナズナと卵を共に煮る）の伝統をとどめている。
最近、漢族の間でも上巳の復活の兆しがある。

#### 台湾
伝統的な台湾は旧暦3月3日の上巳節に、邪気を払うため、墓参りを兼ねて踏青(ピクニック、野遊び)を行う。

### 朝鮮

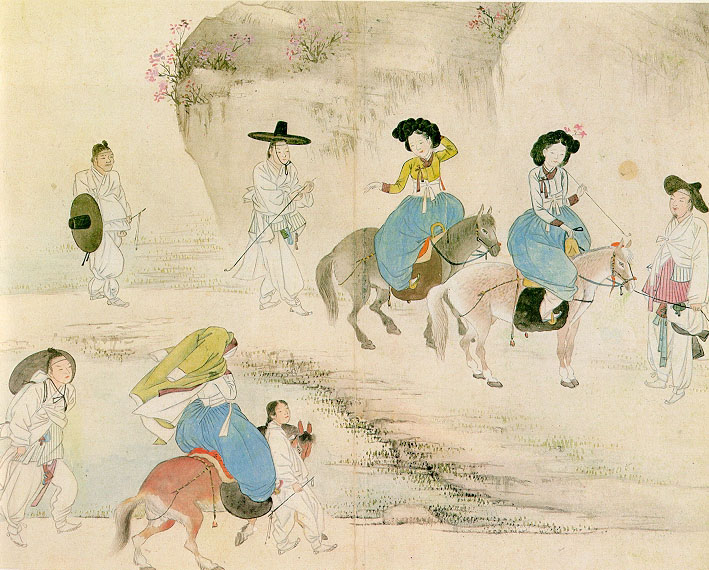
蕙園風俗図帖の年少踏青は朝鮮王朝の上巳節を描いた

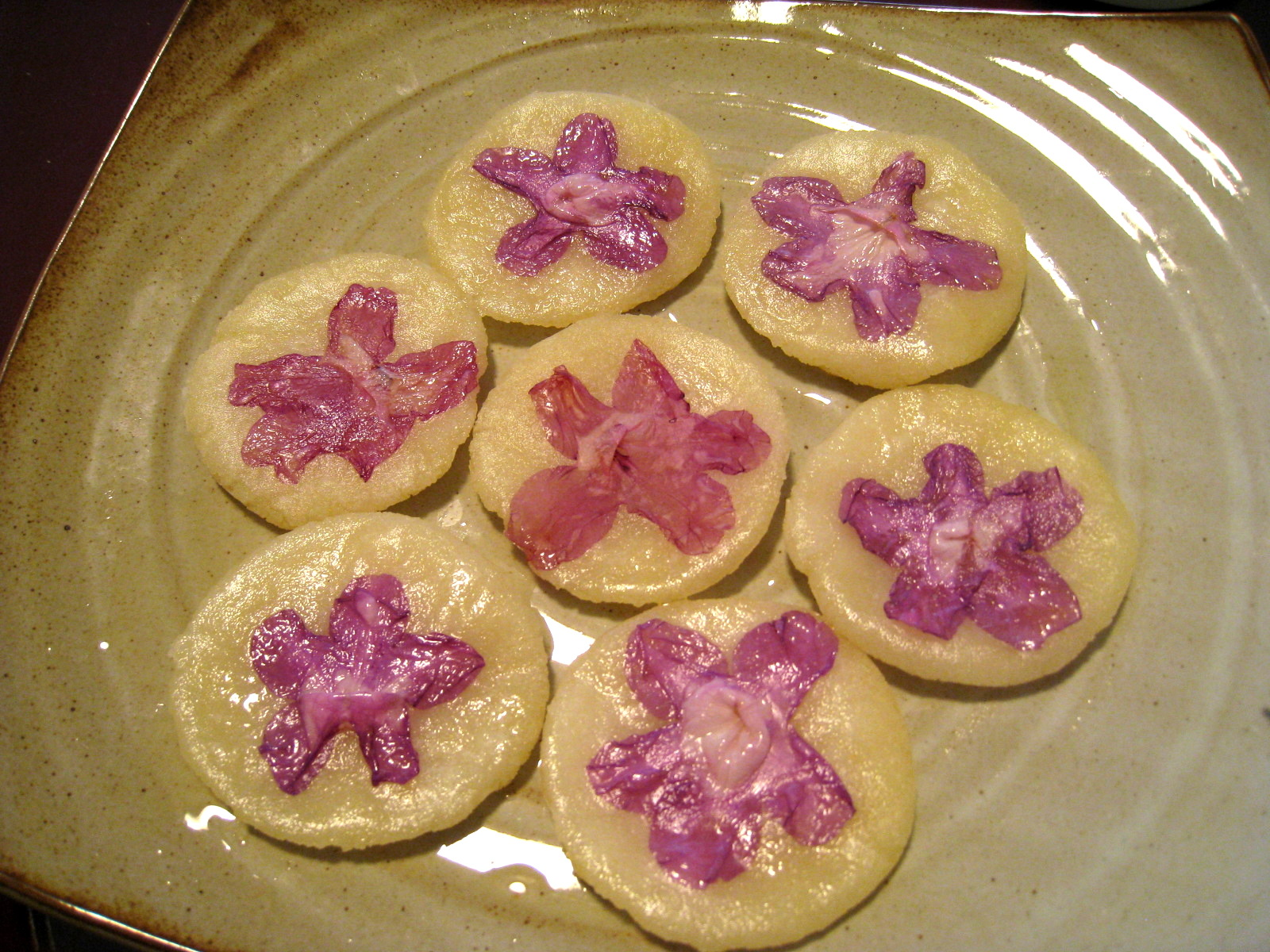
花煎（ファジョン）

旧暦に行い、サンジナルと呼ばれている。踏青を行う。外出先の屋外に女性たちは燔鉄（ボンチョル）という鉄板を持参して、チンダルレ(カラムラサキツツジ)などの春の花を載せた花煎(ファジョン、朝：화전)という甘いお焼きを作り、花びらをハチミツ水や五味子水に入れた花菜（ko:화채、ファチェ）という甘い飲み物とともに食べる。